# Société d'encouragement de la locomotion aérienne au moyen du plus lourd que l'air
Pour les articles homonymes, voir Société d'encouragement.
La Société d'encouragement de la locomotion aérienne au moyen du plus lourd que l'air est une association d'aéronautes fondée en 1863 par Nadar et Gabriel de La Landelle.

## Historique
L'idée vient à Nadar de créer cette société après la création par Ponton d'Amécourt d'un prototype d'hélice, prototype qui servira à Jules Verne, membre dès le début de la société et censeur de celle-ci, de modèle pour l'Albatros dans son roman Robur le Conquérant (1886).
Nadar, initiateur de la photographie aérienne, est un partisan convaincu que la locomotion aérienne ne peut se faire qu'à la condition d'être plus lourd que l'air. Dans son Manifeste de l'automotion aérienne de 1863, il écrit : « […] vouloir lutter contre l'air en étant plus léger que l'air, c'est folie » et « Pour lutter dans l'air, il faut être spécifiquement plus lourd que l'air ». 
Pour financer ses expériences, il fait construire un ballon haut de 40 m et contenant 6 000 m3 de gaz qu'il baptise le Géant. Jules Verne écrit alors son article en soutien aux expériences À propos du Géant. Le 4 octobre 1863, le premier vol du Géant a lieu à Paris avec treize personnes à bord. Napoléon III est présent au départ du ballon. Celui-ci perd rapidement de la hauteur et doit atterrir à Meaux. Nadar repart le 18 octobre avec son épouse mais, dans les environs de Hanovre, le ballon s'écrase après avoir été longuement emporté par le vent. Nadar et sa femme sont alors gravement blessés. Le 14 septembre 1864 à Amsterdam, un nouvel essai est effectué avec à bord un journaliste d'Amsterdam. Le ballon doit finalement atterrir peu de temps après dans les polders près de Haarlem. La quatrième ascension est effectuée à Bruxelles le 26 septembre 1864, à la porte de Schaerbeek. Le roi Léopold Ier y assiste. 
Jules Verne, avec son personnage de Robur, présent dans Robur le Conquérant et dans Maître du monde, expose ce débat des partisans du plus lourd que l'air contre leurs opposants et donne la victoire aux partisans. En 1890 l'invention de l'Éole par Clément Ader confirme le bien fondé des théoriciens du plus lourd. 
La société publiera la revue L'Aéronaute à partir de 1864.

## Membres célèbres de la société
- Jules Verne (censeur)
- Gabriel de la Landelle (fondateur)
- Nadar (fondateur)
- Jacques Babinet
- Eugène Belleguic
- Yves Guyot
- Victor Hugo
- Abel Hureau de Villeneuve
- Louis de Lucy-Fossarieu
- Georges Nardin
- Étienne-Jules Marey
- Gustave Ponton d'Amécourt
- Alphonse Pénaud

### Source
- Collection de mémoires sur la locomotion aérienne sans ballons, 1er rapport annuel de la société au 1er janvier 1865, bureau de la société